# Mystère (Cirque du Soleil)
Mystère es un show de Cirque du Soleil permanente en el hotel show Treasure Island Hotel and Casino en el área Metropolitana de Las Vegas, Nevada, Estados Unidos. Es uno de los siete shows de Cirque du Soleil en Las Vegas, siendo los otros O, Zumanity, Kà, Love, Criss Angel: Believe, y Viva Elvis. Mystère fue el primero en presentarse el 25 de diciembre de 1993 y rápidamente ganó una gran audiencia con su estilo único de circo. Como con muchas otras producciones de Cirque du Soleil, Mystère presenta una mezcla de habilidades de circo, baile, elaborados escenarios y diseños, opera, música worldbeat, y teatro callejero.

## Historia
La idea de Mystère comenzó alrededor de 1990. Fue originalmente planeado para Caesars Palace con un tema basado en la Mitología Griega y Mitología Romana. El plan fue estropeado por ejecutivos del casino, quienes pensaron que el proyecto sería financieramente riesgoso. "Mystère" era muy diferente del material típico que estaban acostumbrados a ver en los shows de Las Vegas. De acuerdo al diseñador del set de "Mystère" Michel Crête, "Vegas... aún estaba infleunciada por Folies Bergère, con las estolas, etc. Había una cultura Europea ya establecida. La gente que abría la puerta para algo nuevo era Siegfried y Roy. Ellos fueron los primeros en avanzar del estilo Folies Bergère. "
El hotel Treasure Island escogió al show tres años después. Esta oportunidad ofrecía un nuevo territorio creativo para Cirque du Soleil. "Mystère" fue el primer show en tener su propio teatro, en vez de tener una carpa de circo. "Mystère" estaría de base permanente en Las Vegas. También era la primera vez que trabajarían con un socio grande -- El casino-hotel The Mirage -- para producir un show. Con "Mystère", ya no habría poder creativo limitado y en ocasiones tendría que contenerse más con los gustos conservadores del cliente.
La nueva localización inspiró algunos cambios en los elementos temáticos del show también. El enfoque del show se volvieron los orígenes de la vida en el universo, aunque algunos elementos mitológicos permanecieron intactos. Este tema es la inspiración para los disfraces, diseño del set y música del show.
"Mystère" abrió un nuevo terreno para los actores de Quebec y a pesar del escepticismo inicial, ha sido altamente exitoso y redituable. Es uno de los top shows de Las Vegas Strip, con shows vendidos en su totalidad, 1600 asientos en el Teatro de "Mystère". Lo cual abrió camino para otros seis shows de Cirque du Soleil (O, Zumanity, Kà, Love, Criss Angel: Believe, and Viva Elvis), convirtiendo a Cirque du Soleil en uno de los grupos de entretenimiento más reconocidos en Las Vegas.
Desde su debut el 25 de diciembre de 1993, el show, con un elenco de 75 artistas, ha sido observado por más de 12 millones de espectadores. El 18 de octubre de 2010, "Mystère" alcanzó el récord de haberse presentado 8,000 veces.

## Set e información técnica
El caracol visto cada vez más grande durante todo el show se llama Alice. Al final de la demostración, ella es una marioneta gigante controlada por cuatro titiriteros desde el interior. Los titiriteros la mueven alrededor de acuerdo con las marcas en el suelo, ya que no pueden ver el exterior. También el control de sus ojos, el torso y la cola.

## Cast (Elenco)
El elenco de Mystère contiene muchos personajes.
- Spermatos/Spermatites: Representan las semillas de la vida.
- Red Bird: Es un personaje primario que se ve durante el show entero, creyendo que vuela, intenta inútilmente.
- Les Laquais: Son los lacayos de 'Mystère" y sirven y apoyan a otros en su búsqueda. Que llevan a cabo en el tablón de Corea.
- Brian Le Petit: Es un alborotador y no pertenece al mundo de "Mystère"
- Les Bébés: Representan el estado del hombre primitivo: egoísta y hambriento.
- La Vache à Lait: Protege a los bebés y es un símbolo de fertilidad.
- Moha-Samedi: Es el narrador.
- La Belle
- The Black Widow: Es la antítesis de Belle.
- Birds of Prey
- Lizards
- Double Faces: Están en constante búsqueda de su propia identidad. Actúan en un acto de poleas Chinas.

## Actos
Mystère tiene 7 actos deportivos y acrobáticos, los cuales son suplementados por actos sobre la historia de los payasos.
- Aerial cube: Un acróbata aéreo actúa con un cubo de metal en el aire y en el suelo.
- Chinese poles: Un grupo de acróbatas escalan y se deslizan de 3 mástiles de metal.
- Hand-to-hand: Dos hermanos llevan a cabo una exhibición de fuerza y resistencia en un domo giratorio.
- Aerial Silks: Una artista realiza Contorsionismo sobre una tela de seda.
- Bungee: Un grupo de artistas se balancean y columpian del techo al suele y de vuelta en bungees.
- Trampoline, fast track, and Korean plank: Los artistas llevan a cabo una combinación de estos tres actos.
- Flying Trapeze: Un grupo de artistas realizas giros e volteretas.
- Taiko: Un grupo de artistas actúan a un ritmo poderoso de tambores japoneses taiko.

### Actos Retirados
- Flying trapeze
- Aerial straps
- Manipulation
- High Bar

## Disfraces
Dominique Lemieux tomó inspiración de la naturaleza para crear los vestuarios coloridos de "Mystère". Uno de estos disfraces es "Firebird", el cual tiene plumas rojas para dar la impresión de cenizas volando por el aire. Un grupo impar, el Spermatos Spermatites se visten con trajes alargados que tienen una protuberancia en el centro y tienen una función de zarcillos, como en la cabeza. Para dar a los personajes un carácter orgánico, se utilizan spandex y lycra junto con flecos.

## Música
La banda sonora original de''Mystère fue compuesta por René Dupéré, que había compuesto todos los espectáculos anteriores del Cirque du Soleil, incluyendoNouvelle ExpérienceySaltimbanco . En 1994 la música de la serie fue lanzada como un álbum de estudio con las voces de los cantantes canadienses Gouin Élise (ahora conocido como Élise Velle) y Nathalie Gauvin.
En 1995 el programa fue objeto de una revisión artística, incluyendo cambios en la alineación de los actos. El acto de la "manipulación" fue reemplazado por el "cubo aéreo", el acto del trapecio en las barras aéreas, y el "Filet" fue excluido de la muestra. Al mismo tiempo, la partitura musical fue reformada con la ayuda de Benoît Jutras, un director musical y arreglista de toda la vida para el Cirque, que más tarde pasó a componer para elQuidamy otros espectáculos del Cirque. El resultado, capturado en el álbum Mystère: Live in Las Vegas , refleja los diversos estilos de composición de ambos compositores. Mystère: Live in Las Vegas, es una grabación en vivo, con Nathalie Gauvin y Wendy Talley como voz, el álbum fue lanzado el 12 de noviembre de 1996. Después del lanzamiento del álbum, la música se reordenó y alteró una vez más. Mientras que el álbum se asemeja a la música en vivo, no es idéntica.
Abajo se encuentra la lista de canciones como en la grabación en vivo de 1996.
1. Ouverture/Ramsani (Show opening)
2. Misha (Aerial cube)
3. Égypte (Interlude)
4. Rondo/Double Face (Chinese poles - Handbalancing)
5. Ulysse (Hand-to-hand)
6. Dôme (Interlude)
7. Kalimando (Aerial Silks)
8. Kunya Sobé (Bungee pt. 2)
9. En Ville/Frisco (Trampoline, fast track, Korean plank)
10. Gambade (Interlude)
11. Fiesta (Flying Trapeze)
12. Taïko (Taiko drumming)
13. Finale (Show finale)